# Caproidae

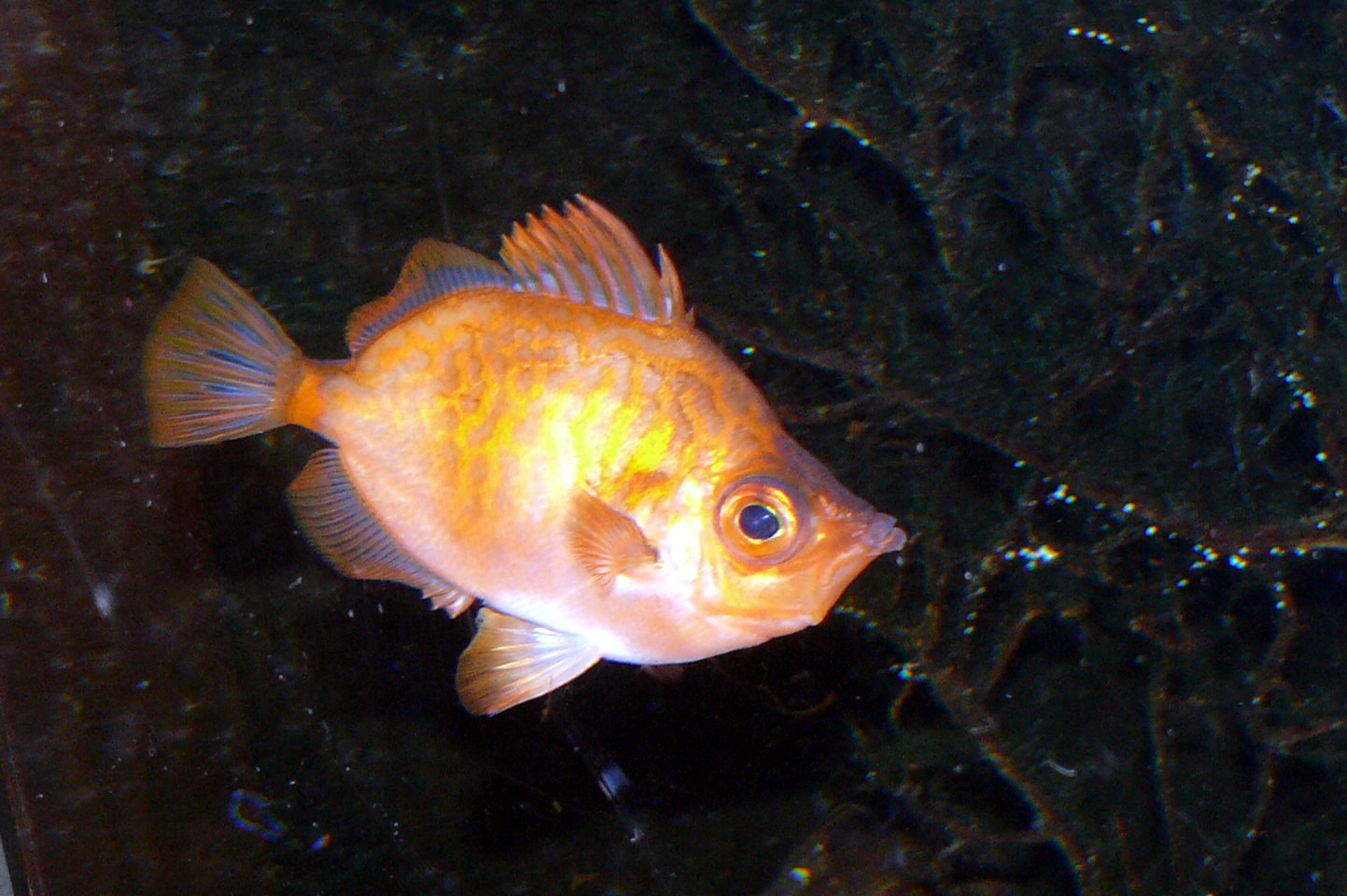
Capros aper

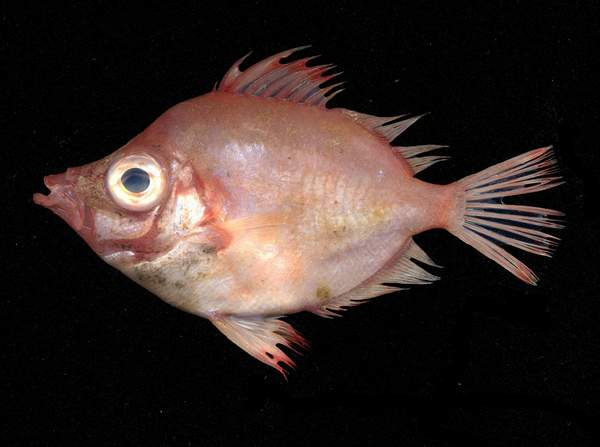
Capros aper

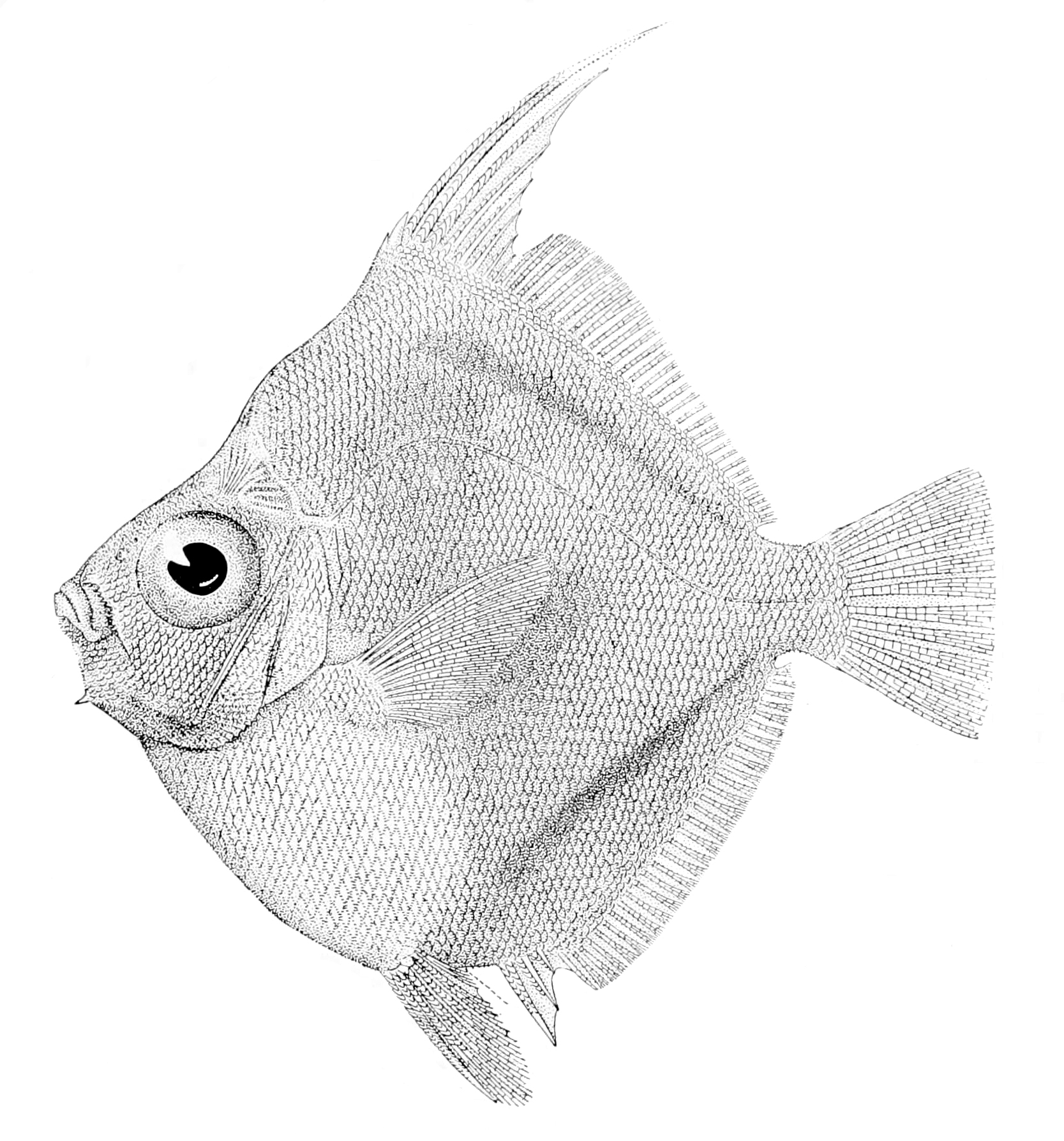
Antigonia eos

I Caproidae sono una famiglia di pesci ossei marini dell'ordine degli Zeiformes.

## Distribuzione e habitat
Sono presenti in tutti gli oceani tranne che nelle aree polari e subpolari.
Nel mar Mediterraneo è nota solo la specie Capros aper o pesce cinghiale.
Popolano fondali del piano circalitorale e del piano batiale.

## Descrizione
Molte specie (soprattutto del genere Antigonia hanno il corpo alto e quasi romboidale. Tutte le specie sono piuttosto appiattite lateralmente. La bocca è di piccole dimensioni mentre gli occhi sono spesso grandi. Le scaglie sono piccole. La pinna dorsale, che è unica, e la pinna anale portano raggi spinosi piuttosto forti in numero di 7-9 nella dorsale e 2-3 nella pinna anale.
Il colore è sui toni del rosso o del rosa in tutte le specie.
Le dimensioni sono piccole, solo Capros aper e Antigonia capros raggiungono i 30 cm, tutte le altre specie si mantengono abbondantemente sotto i 20.

## Biologia
Poco nota. Si nutrono di invertebrati bentonici. Le uova sono pelagiche.

## Pesca
Si catturano con le reti a strascico ma, viste le piccole dimensioni, non hanno interesse economico.

## Specie
- Antigonia aurorosea
- Antigonia capros
- Antigonia combatia
- Antigonia eos
- Antigonia hulleyi
- Antigonia indica
- Antigonia malayana
- Antigonia ovalis
- Antigonia quiproqua
- Antigonia rhomboidea
- Antigonia rubescens
- Antigonia rubicunda
- Antigonia saya
- Antigonia socotrae
- Antigonia undulata
- Antigonia xenolepis
- Capros aper